# Zeno Bucher
Zeno Bucher (* 26. Dezember 1907 in Wolhusen; † 23. August 1984) war ein Schweizer Philosoph.

## Leben
Zeno Bucher legte die Profess in der Erzabtei Sankt Ottilien am 11. Oktober 1930 ab und empfing die Priesterweihe am 11. Oktober 1934. Studium der Philosophie am Päpstlichen Athenäum S. Anselmo in Rom. Doktorat der Philosophie mit der Dissertation "Das Problem der Materie in der modernen Atomphysik". Studium der Theologie an der Ludwig-Maximilians Universität in München. Studium der Naturwissenschaften an der Universität Freiburg (Schweiz). Seit 1936 Dozent an der Philosophischen Hochschule St. Ottilien, ab 1947 Professor und Rektor. Von 1948 bis 1960 lehrte er an der Philosophischen Akademie in Sankt Ottilien, von 1961 bis 1971 als Professor für Naturphilosophie am Pontificio Ateneo Sant'Anselmo. 1962 Ernennung zum Ordinarius. 1967 bis 1971 Dekan der Philosophischen Fakultät. 1971 bis 1978 Professor für christliche Metaphysik und Naturphilosophie an der Universität Salzburg, Mitherausgeber des "Salzburger Jahrbuches für Philosophie" und der "Salzburger Studien zur Philosophie". Er war Präses des Philosophischen Institutes päpstlichen Rechts der Theologischen Fakultät und Mitglied der Bayerischen Benediktinerakademie.

## Schriften (Auswahl)
- Die Innenwelt der Atome. Die Ergebnisse der Atomphysik naturphilosophisch bearbeitet. Donauwörth 1949, OCLC 215080252.
- Das Schöpferische der Natur als fortdauernde Schöpfung. Antrittsvorlesung gehalten am 28. Januar 1972 an der Universität Salzburg. Salzburg 1973, OCLC 164212276.
- Natur, Materie, Kosmos. Eine allgemeine Naturphilosophie. Sankt Ottilien 1983, ISBN 3-88096-174-3.
- Günther Witzany als Herausgeber: Die Abstammung des Menschen als naturphilosophisches Problem. Würzburg 1992, ISBN 3-88479-721-2.